# Sandviken resecentrum

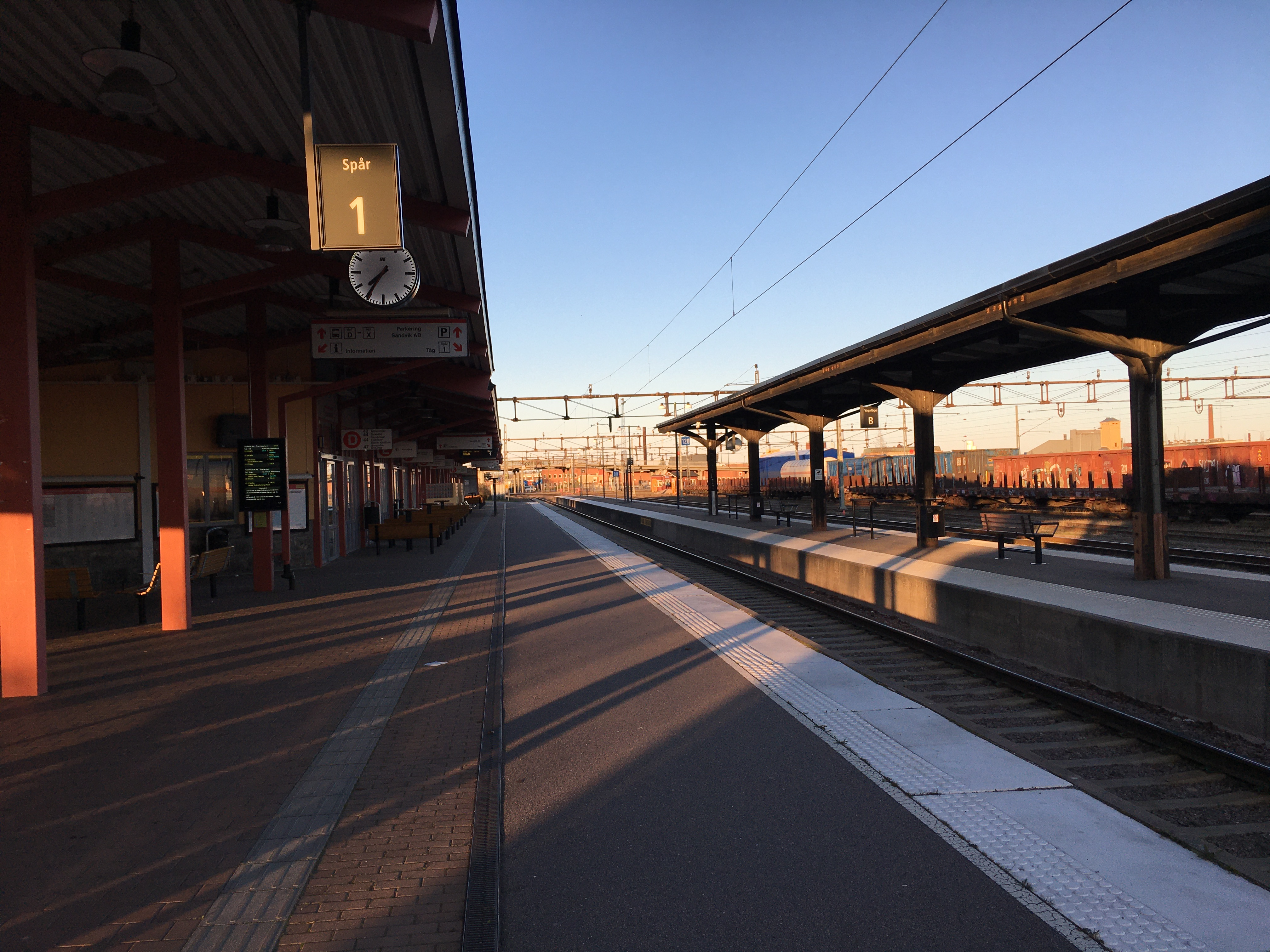
Sandviken resecentrum, fotograferat mot öster.

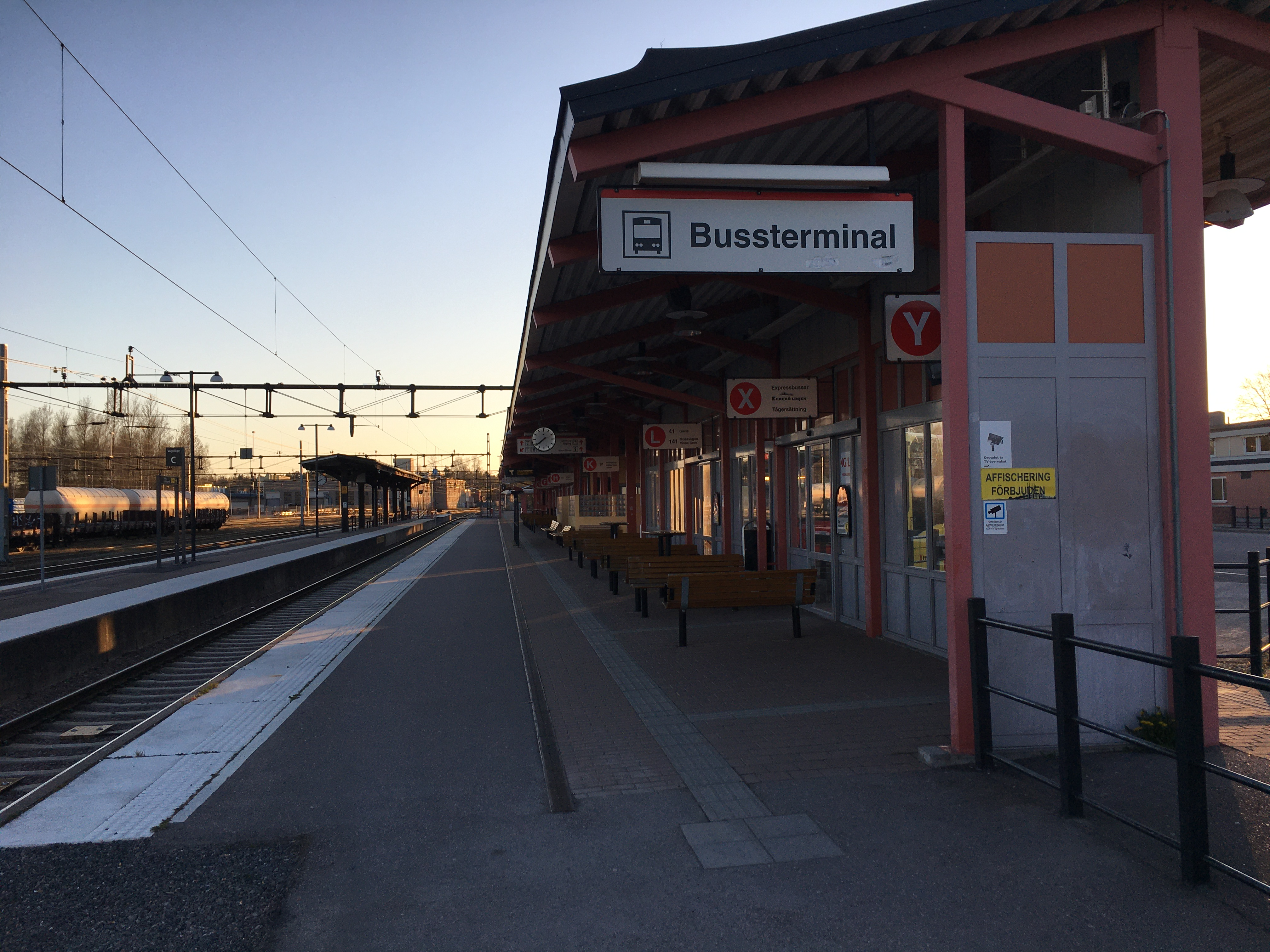
Sandviken resecentrum, fotograferat mot väster.

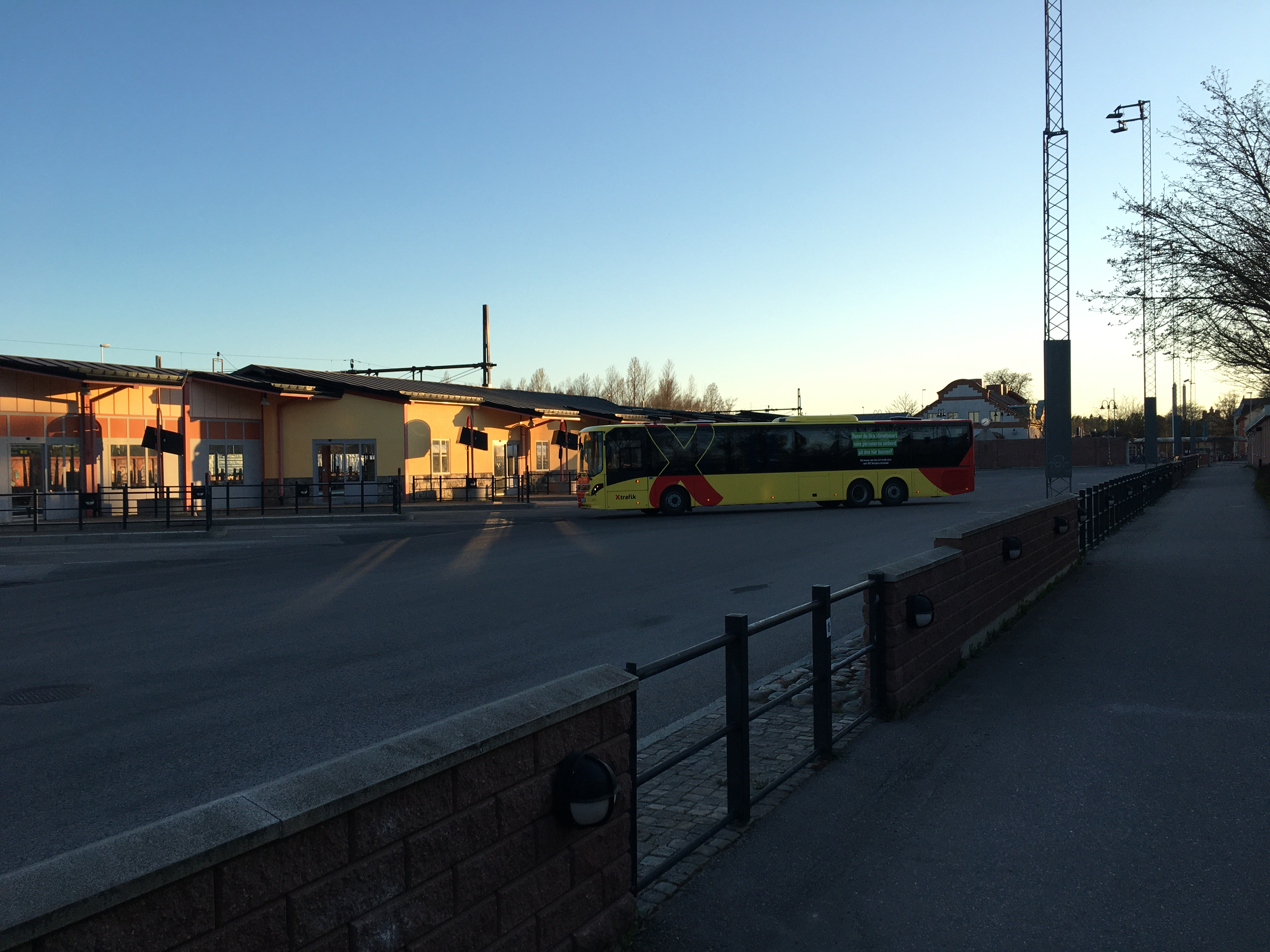
Buss som kör ut från resecentrum, stationshuset skymtar i bakgrunden.

Sandviken resecentrum är ett resecentrum för bussar och lokaltåg i Sandviken, belägen centralt i tätorten, en liten bit söder om Sandviken centrum, vid Bergslagsbanan. Det är beläget strax öster om det K-märkta Sandvikens stationshus från 1909 som endast är en inomhusvänthall med bland annat kiosk.
Resecentrum består av ett stort väderskydd med tak. Det har bord och bänkar samt ett antal gater med dörrar för bussarna och är helt öppet mot järnvägen.
Samtliga stadsbussar och regionbussar som ankommer till Sandviken angör resecentrum och har sina egna gater.
Alla lokalbussar (stadsbussar och regionalbussar) körs i X-trafiks regi.
Resecentrum trafikeras även av Tåg i Bergslagen och har två spår med en perrong i direkt anslutning till väderskyddet och bussgaterna samt en perrong i reserv belägen mellan de två mötesspåren som ligger närmast resecentrum. Från Sandviken går tåg till Gävle i öster, samt i väster till bland annat Borlänge via Storvik, Hofors och Falun eller Avesta-Krylbo via bland annat Torsåker. Tack vare sitt läge vid Bergslagsbanan och att samtliga linjer med Tåg i Bergslagen som går till och från Gävle på järnvägslinjen stannar i Sandviken har orten direktförbindelse utan byte med ett antal städer i Sverige, och dessutom utan att man behöver åka omvägen via Stockholm för att komma söderut. SJ kör även ett tidigt morgontåg till Stockholm utan byte.